# Чепец
Чепе́ц, чепчик — женский и детский головной убор. Представляет собой вязаный или шитый чехол, закрывающий волосы, может иметь завязки под подбородком.

## Этимология
Название головного убора восходит к праслав. čерьсь (родств. лит. kepurė, латыш. cępure — «шапка»).

## История
Чепец является устоявшейся в европейских странах (в том числе и на Руси) традиции обязательного покрытия замужними женщинами своих волос. Выйти же замужней на улицу простоволосой считалось позором. Поэтому чепец долгое время носили прежде всего замужние.
Чепцы известны по археологическим находкам X-XII вв. в Дублине. 12 обнаруженных чепцов дошли до нашего времени в целом виде, три — фрагментарно. Преобладающим материалом для изготовления служила шерсть (9 целых чепцов, 2 фрагмента), также чепцы шили из шёлка (3 целых чепца, один фрагмент). Предполагается, что чепцы служили женским и детским головным убором. Также известны находки шёлковых чепцов периода викингов из Йорка, Линкольна (Англия) и Бирки (Швеция).
В Новое время, до конца XIX века в Европе (в том числе и в России) чепец был домашним женским головным убором. Он мог украшаться рюшем, лентами, кружевами и искусственными цветами, фалбалой. Так, чепцы могли носиться утром. Формы чепцов были разнообразными, например, в виде мягкого капора.
В XVIII столетии чепец также защищал сложные женские причёски, хотя также мог служить декоративным элементом, украшавшим их. В XVIII веке были известны такие фасоны чепцев, как, например, «Мария Стюарт» — с мыском, спускающимся на лоб (наподобие арселе) или «дормез», закрывавший уши и оставлявший открытым лоб. Впрочем, в конце XVIII века с уменьшением объёма женских причёсок меньше стали и чепцы. Если в 1770-1780-е гг., когда причёски были высокими, у чепца была большая тулья с широкой оборкой, то уже к середине 1790-х годов чепец был относительно небольшим и завязывался под подбородком. В следующем, XIX-м столетии, возрастной маркер чепца несколько смягчился. В начале-середине XIX века молодые женщины носили чепцы с утра до вечернего выезда в театр, на бал или светский приём. Замужние дамы носили другие полагавшиеся им по этикету головные уборы — береты и тюрбаны. Лишь старухи почтенного возраста появлялись на балах в чепцах, но и те были более нарядными, нежели домашние. В 1830-е годы, когда в моде были причёски с прямым пробором и буклями, с ними носили чепцы с мыском надо лбом и приподнятой у висков оборкой. В 1840-е годы в моде был чепец-фаншон (фр. fanchon), оставлявший перед головы открытым, носившийся на затылке и обладавший двумя лопастями, обшитыми рюшем и кружевом (впоследствии их перестали носить). В 1860-е годы фаншон вошёл в моду в Англии в качестве домашнего, ранее, до 1850-х годов, фаншон носился как вечерний. В начале-середине XIX века в России, во времена популярности светских раутов (домашних вечерних приёмов) хозяйка носила с тёмным вечерним платьем тюлевый или же блондовый (из желтоватого кружева) чепец.
Как правило, чепец изготовлялся из мягких тканей. В России в XIX веке чепцы изготавливали в том числе и из батиста, кисеи, тюля (тюлевый чепец упоминается в романе «Пошехонская старина» Михаила Салтыкова-Щедрина), и из белёного миткаля, который активно использовался как материя для изготовления белья: рубах и одежды для сна. В Англии в 1830-е годы утренние чепцы шились из батиста и муслина белого цвета. Обычно чепец был белым, траурные также могли изготовляться из тканей чёрных цветов. В XVIII веке чепцы могли также шиться и из кисеи кремового цвета.
Также чепец использовался и как головной убор для сна — он предотвращал от паразитов и обеспечивал тепло, а в XVIII веке — также и для того, чтобы не повредить причёску. С 1820-х годов в России ночные чепцы стали шить из фуляра, а в викторианской Англии ночные чепцы также изготавливались из белых муслина и батиста. Мужчины с аналогичной целью вы постель надевал ночной колпак.
Чепцы старались содержать в чистоте и порядке. Поскольку домашние и ночные чепцы были довольно практичными и носкими, то они и потому легко поддавались стирке наряду с другими предметами белья. Гораздо сложнее было стирать парадные чепцы, ввиду богатства и разнообразия украшений. Во многих случаях единственным выходом из подобного положения было распороть отделку от собственно чепца и либо постирать их отдельно, либо заменить отделку на новую.
В русском народном быту в XIX веке чепцом обозначались праздничные головные уборы молодых замужних женщин (молодух), изготавливавшиеся из дорогих тканей и украшавшиеся жемчугом и золотным шитьём: кокошники, повойники, сороки и т. д. Чепцы европейского образца, носившиеся «барами», служили, наряду со шляпами, атрибутом более высокого достатка и социального положения.
В конце XIX века чепец как головной убор становится старомодным (в Англии, например, он выходит из моды в 1880-е годы), и к началу XX века чепец практически выходит из употребления среди женщин, оставаясь предметом детского гардероба. Хотя в 1910-1920-е годы происходит краткий ренессанс ночных чепчиков.

## Разновидности
|  | Каль, койф                  | Мужской, женский и детский чепец, использовавшийся в XIII-XIV вв., кроился так, чтобы плотно облегать голову, изначально выполнял роль подшлемника. Не снимался даже при выходе из дома — на каль в этом случае надевали уличный головной убор. |
|  | Чепец Святой Бригитты       | Данный вид головного убора был распространен в разные столетия на большей части территории Европы. Особенностью этого чепца является длинная петля-лента, прикрепленная к затылочной части чепца. Он мог использоваться в качестве самостоятельного головного убора, а также как часть сложного составного убора, к которому можно было прикрепить вуаль. Также чепец, состоящий из двух половинок, мог украшаться ажурным плетением, соединяющим эти половинки, и вышивкой по краю. |
|  | Арселе                      | Головной убор, получивший распространение в XVI веке во Франции и Англии. Конструктивно арселе представлял собой плотный тканый чепчик с вуалью, поверх которого был металлический (в том числе из драгоценных металлов), иногда проволочный каркас в форме подковы, «сердца» или полумесяца. Он украшался чеканкой и драгоценными или полудрагоценными камнями. Иногда арселе закрывался гофрированной полосой из ткани белого цвета. Каркас скрывал край валика, на который начёсывались волосы. В Англии арселе получил название френч-худ (англ. french-hood, с англ. — «французский карюшок»). В эпоху Елизаветы I головной убор был уже более открытым. Судя по портретам, этот вид головного убора был одним из самых популярных на протяжении XVI века. |
|  | Вульстхаубе                 | Чепец, распространённый в немецких землях в конце XV — начале XVI вв., представлял собой плат, завязанный поверх набитого наполнителем валика, закрепленного на голове. За счет этого валика создавался объём и необычная форма головного убора. Концы платка свисали свободно вниз либо закреплялись на затылке. |
|  | Гейбл                       | Чепец, распространённый в XVI в. в Англии. Данный вид головного убора представлял собой довольно сложную конструкцию из каркаса, обтянутого тканью, надетого поверх обычного белого чепца. Волосы чуть выше лба, выглядывающие из-под убора, скрывались жесткой лентой. Часто передний край гейбла украшался вышивкой и драгоценными камнями либо дополнялся каймой контрастного оттенка. Сзади волосы дамы скрывала тёмная вуаль. |
|  | Капор (боннет, капот)       | Женский головной убор, популярный в течение большей части XIX века. У капора высокая шляпная тулья (для убранных на затылок волос) и обрамляющие лицо широкие жёсткие поля, сужающиеся к затылку. Капор удерживался на голове мантоньерками — широкими лентами, завязывавшимися под подбородком бантом. |
|  | Повойник (волосник, очипок) | Восточнославянский головной убор замужних женщин, представляет собой мягкую шапку, иногда с твёрдым околышем. Поверх него надевались убрус (намётка) или сложные головные уборы (кокошник, кика, сорока), впоследствии — платок. |